# Klošter
Klošter este o localitate din comuna Metlika, Slovenia, cu o populație de 80 de locuitori.